# 4302 Markeev
4302 Markeev (1968 HP) là một tiểu hành tinh vành đai chính được phát hiện ngày 22 tháng 4 năm 1968 bởi T. M. Smirnova ở Nauchnyj.